# Adunanze dei Testimoni di Geova
(Lettera di Paolo ai cristianizzati Ebrei (Eb 10,24-25))
Le adunanze di congregazione sono riunioni religiose che settimanalmente i Testimoni di Geova tengono nelle loro Sale del Regno. Non sono semplici funzioni religiose. Hanno lo scopo di istruire. Si pronunciano discorsi su soggetti biblici e si studia la Bibbia con l'ausilio della Torre di Guardia e di altre pubblicazioni. A queste adunanze i Testimoni imparano come essere anche proclamatori più efficaci della buona notizia.
Alle adunanze di congregazione l'ingresso è libero, non si fanno collette

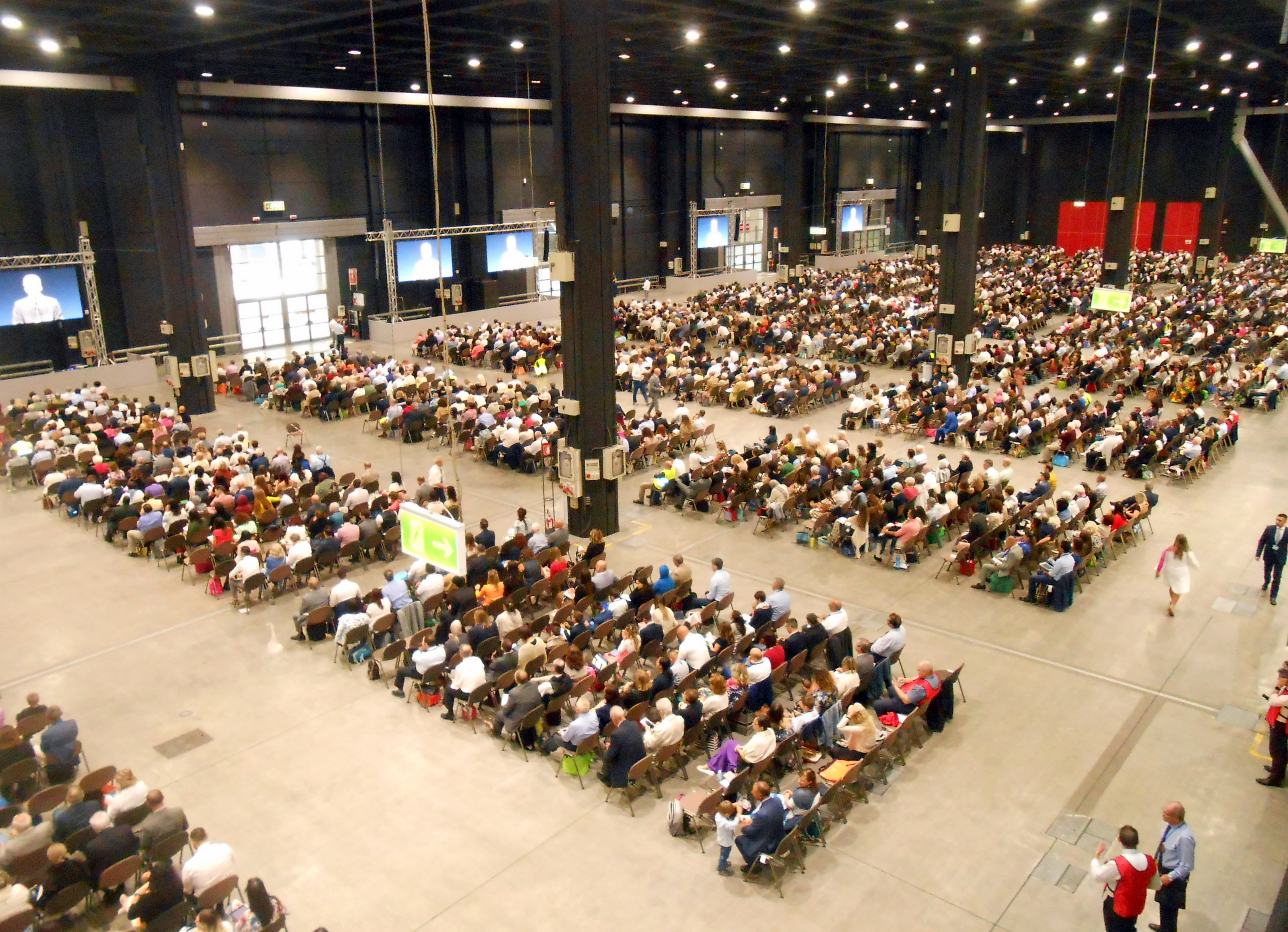
Milano 27 luglio 2023 - Congresso 2023 dei Testimoni di Geova in presenza al "Milano Convention Centre (MICo)" della Fiera di Milano dopo il periodo di pandemia da Covid-19

## Adunanze settimanali
I testimoni di Geova tengono due adunanze settimanali.
Tutte le adunanze dei testimoni di Geova cominciano e finiscono con un canto preso dal libro Cantiamo a Geova con gioia, (edito dai testimoni e da loro musicato) e con una preghiera.
Un ulteriore canto viene intonato sia prima della sezione Vita cristiana che dopo il Discorso Pubblico.
I canti, che sviluppano temi come lealtà a Dio, purezza della congregazione, sacro vincolo matrimoniale, la risurrezione dei defunti, qualità di Dio e temi simili, sono eseguiti, su una base musicale, da tutti i componenti della comunità, non esiste un vero e proprio coro..
A proposito dei propri canti i Testimoni di Geova affermano: Il canto fa parte della nostra adorazione. Sia che siamo 'esperti' o che siamo 'allievi' tutti noi possiamo — e dovremmo — unire le nostre voci per lodare Geova.
La preghiera è invece pronunciata da un solo componente della comunità in rappresentanza e a favore di tutti i presenti alla riunione che alla fine pronunciano l'Amen.
Le preghiere seguono lo schema della preghiera data come modello da Gesù: il Padre nostro (Mt 6,9) ma espresse con parole spontanee (Mt 6,7), non ripetitive.
Sono preghiere di apprezzamento e ringraziamento a Dio.

## Adunanza infrasettimanale
All'Adunanza annuale del 2015 venne annunciato che le adunanze infrasettimanali, Scuola di Ministero Teocratico, Adunanza di servizio e studio biblico di Congregazione, sarebbero state unificate nell'adunanza denominata "Vita cristiana e ministero" e che il bollettino mensile contenente, tra l'altro, i programmi delle stesse adunanze, Il Ministero del Regno
, sarebbe stato sostituito con una nuova pubblicazione mensile di otto pagine, Guida alle attività per l'adunanza Vita cristiana e ministero. Il Ministero del Regno, denominato per un breve periodo nella seconda metà degli anni 1970 Il Servizio del Regno
, era una pubblicazione religiosa che presentava il programma settimanale delle tre adunanze che tengono di solito verso metà settimana, in una sola serata: "Studio Biblico di Congregazione" (dalla durata di 30 minuti), "Scuola di Ministero Teocratico" (dalla durata di 30 minuti circa) e "Adunanza di Servizio" (dalla durata di 30 minuti); conteneva inoltre le presentazioni delle note pubblicazioni distribuite dai Testimoni di Geova, la Torre di Guardia e la Svegliatevi!, per preparare o dare consigli ai fedeli su come lasciare queste riviste nella predicazione.
Dal gennaio 2016 è questa la nuova adunanza infrasettimanale ed è così strutturata:
Come tutte le adunanze inizia con un cantico una preghiera e dei Commenti introduttivi di 3 minuti.
- Tesori della Parola di Dio[24]

. La prima sezione, consiste in un discorso di dieci minuti basato sulla lettura biblica settimanale, una parte denominata Scaviamo per trovare gemme spirituali della durata di otto minuti viene svolta con domande e risposte in relazione alla lettura considerata. La sezione si conclude con la Lettura Biblica, della durata di circa quattro minuti, di un brano contenuto nelle scritture trattate.
- Efficaci nel ministero[25]

. Questa sezione consta di tre parti la prima, Primo contatto, di circa due minuti, prende in considerazione il primo approccio con le persone, la seconda, Visita ulteriore, di circa quattro minuti sviluppa la visita successiva e l'ultima, Studio biblico, di circa sei minuti, dimostra come si tiene uno studio biblico; quest'ultima parte può, a volte, essere sostituita da un discorso basato su materiale estratto da una pubblicazione di quelle in uso nella Congregazione.
- Vita Cristiana[26]

. Quest'ultima sezione prevede un cantico, un discorso, basato su un articolo della Guida o su un filmato o sulle necessità della Congregazione della durata di quindici minuti, lo Studio Biblico di Congregazione della durata di trenta minuti. Esso consiste nella trattazione, in successione settimanale, di parte dei capitoli di un libro o un opuscolo edito dai testimoni di Geova, con domande e risposte.
L'adunanza si conclude con un breve riassunto di quanto appena considerato, un breve anticipo dell'adunanza della settimana successiva e l'eventuale inserimento di annunci, se ve ne sono; quindi un cantico e una preghiera.
Inizialmente nella prima settimana del mese le tre parti della sezione Efficaci nel ministero venivano sostituite dalla parte Esercitiamoci con le presentazioni di questo mese, relative alle offerte di letteratura del mese in corso. Una modifica apportata a partire dal 1º Gennaio 2018 è che questi video ora trattano principalmente conversazione basate su passi biblici, e non più sulle offerte di letteratura correnti. Inoltre sono stati suddivisi uno a settimana chiamati, Primo contatto, Prima visita ulteriore e Seconda visita Ulteriore.

## Adunanze di fine settimana
Nelle adunanze di fine settimana, fatte quasi sempre al sabato o alla domenica, ci sono il "Discorso pubblico" e lo studio "Torre di Guardia".

### Discorso pubblico (30 minuti)
Un testimone di Geova qualificato ("Anziano" o "Servitore di Ministero") pronuncia un discorso basato principalmente sulla Bibbia.

### Studio Torre di Guardia (60 minuti)
Nello studio Torre di Guardia, viene esaminata l'edizione per lo studio della rivista La Torre di Guardia con domande e risposte. Le modalità di svolgimento sono del tutto analoghe allo Studio Biblico di Congregazione.

## Precedente formato delle adunanze settimanali
Fino al 2008, i Testimoni si radunavano tre volte a settimana. Lo "Studio di Libro" (l'attuale Studio Biblico di Congregazione) dalla durata di un'ora, veniva tenuto generalmente all'inizio della settimana (i partecipanti erano divisi in gruppi che si radunavano in orari o in luoghi differenti); a metà settimana si svolgevano la Scuola di Ministero Teocratico e l'Adunanza di Servizio, mentre a fine settimana il Discorso pubblico (dalla durata di 45 min.) che precedeva lo studio della Torre di Guardia.

## Adunanze per il servizio di campo
Prima di uscire in predicazione, i fedeli trattano brevemente, in pochi minuti, pensieri biblici o altri articoli da poter presentare nel "Servizio di Campo" (o predicazione).

## Matrimoni e funerali
Sia per i matrimoni che per i funerali, i Testimoni di Geova osservano cerimonie semplici. Nei matrimoni viene pronunciato un discorso da un membro qualificato della congregazione, che basando l'argomento sulla Bibbia, rammenta agli sposi le proprie responsabilità cristiane. Facendo uso delle Scritture in questo discorso l'oratore ricorda al novello marito e a sua moglie che un matrimonio felice è un matrimonio onorevole (Eb 13, 4)
che tiene conto di Dio in tutte le decisioni e i comportamenti futuri. Al discorso segue il successivo scambio degli anelli e unione in matrimonio da parte di un Ministro di culto Testimone di Geova che legge una formula predefinita che deve essere accettata dagli sposi. I ministri di culto dei Testimoni di Geova sono ministri legalmente riconosciuti dallo Stato Italiano secondo l'articolo 2 dell'intesa sottoscritta dal Governo della Repubblica Italiana con la Congregazione dei Testimoni di Geova il 20 marzo 2000.
D'altronde la cerimonia attuata nei funerali è allo stesso modo, semplice. Il luogo dove si svolge tale cerimonia, sia essa la Sala del Regno o la stanza di un obitorio, è per lo più disadorno e privo di addobbi funebri. In queste occasioni viene scelto un Testimone che pronuncia un discorso di alcune decine di minuti. L'oratore usando le Sacre Scritture incoraggia i presenti ed in particolar modo i famigliari ad avere fede nella risurrezione dei morti dando risalto che il Dio della Bibbia manterrà quanto promesso e risusciterà tutti coloro che sono morti. La cerimonia non si concentra quindi su decorazioni esterne, sullo svolgimento di uno specifico rito o sulla emotività del momento, bensì su un incoraggiante discorso biblico in cui si evidenzia la speranza per tutti i cari morti di tornare in vita qui sulla terra in un mondo retto da un governo teocratico. I morti, secondo i Testimoni, sono solo addormentati nella morte e sono in una condizione paragonata ad un sonno profondo in attesa che giunga il tempo in cui essi udranno la voce di Colui che domina e sconfigge per sempre la morte. (1 Cor. 15:15-58)

## Assemblee e Congressi

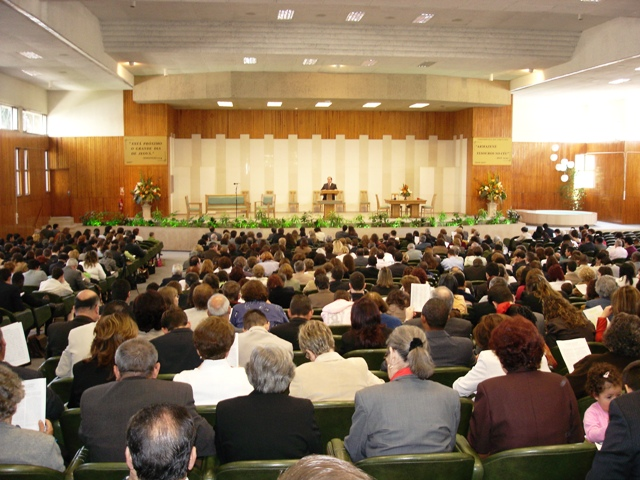
Assemblea di Distretto dei Testimoni di Geova

Tre volte l'anno i Testimoni di Geova tengono assemblee (nelle apposite "Sale delle Assemblee" di loro proprietà o in impianti sportivi affittati per l'occasione) per le comunità presenti in un dato territorio (tipo le parrocchie presenti nell'ambito di una diocesi cattolica) per ascoltare discorsi biblici presentati da oratori qualificati. I discorsi sono incentrati su diverse tematiche: Come rimanere fedeli adoratori nonostante la pressione di questo mondo, come far fronte alle varie difficoltà seguendo i consigli della Bibbia, come mantenersi moralmente puri, come essere mariti e mogli esemplari, perché è saggio che i figli siano ubbidienti e non frequentino cattive compagnie....Ci sono: Assemblee di Circoscrizione (che contengono un certo numero di congregazioni, in media 12 riunite in una sola circoscrizione - dura un giorno e si tengono due volte l'anno), i Congressi di Zona (in precedenza Assemblee di DIstretto), contenenti i componenti di più circoscrizioni (dalla durata di tre giorni) e di tanto in tanto Assemblee Internazionali, con fedeli provenienti da diverse nazioni del mondo e con un programma multilingue affidato ad oratori e traduttori competenti. Queste ultime di solito si svolgono in location capienti come gli stadi. Durano 3 o più giorni.

### I Congressi di zona del 2022 in Italia
Tema: "Cercate la pace"

Data la pandemia di COVID-19 le congregazioni non si sono riunite in presenza. Le parti del congresso sono state registrate e rese disponibili online per la visione.

### I Congressi di zona del 2021 in Italia
Tema: "Potenti grazie alla fede"

Data la pandemia di COVID-19 le congregazioni non si sono riunite in presenza. Le parti del congresso sono state registrate e rese disponibili online per la visione.

### I Congressi di zona del 2020 in Italia
Tema: "Rallegratevi sempre"

Data la pandemia di COVID-19 le congregazioni non si sono riunite in presenza. Le parti del congresso sono state registrate e rese disponibili online per la visione.

### I Congressi di zona del 2019 in Italia
Tema: "L’amore non viene mai meno"

### I Congressi di zona del 2018 in Italia
Tema: "Sii coraggioso!"

Le date ed i luoghi delle assemblee possono essere visualizzate nella sezione "Chi siamo" sul sito  JW.ORG..

### I Congressi di zona del 2017 in Italia
Tema: "Non ti arrendere!"

Le date ed i luoghi delle assemblee possono essere visualizzate nella sezione "Chi siamo" sul sito  JW.ORG..

### Le Assemblee di Circoscrizione nel 2017-2018
Tema: "NON SMETTIAMO DI FARE CIÒ CHE È ECCELLENTE"
"Perché è difficile fare ciò che è eccellente, ma come possiamo riuscirci?"
Tema: "NON SMETTIAMO DI ADEMPIERE LA LEGGE DEL CRISTO"
"L'Assemblea spiegherà cos'è la legge del Cristo e come possiamo adempierla"
Le date ed i luoghi delle assemblee possono essere visualizzate nella sezione "Chi siamo" sul sito  jw.org.

### Le Assemblee di Distretto del 2012 in Italia
Tema: Salvaguarda il tuo cuore

Discorso pubblico: Le cose precedenti non saliranno in cuore

Nel 2012, le Assemblee di Distretto in Italia hanno avuto inizio nel mese di giugno e sono durate tre giorni. L'Italia ha ospitato anche sessioni in lingua albanese, amarico, bulgaro, cinese, romeno, singalese, lingua dei segni italiana, inglese e francese solo per citarne alcune. Il tema di queste assemblee è stato: "Salvaguarda il tuo cuore" ed ha spiegato cosa rappresenta il cuore simbolico cui la Bibbia fa riferimento un migliaio di volte. A questa assemblea sono stati presentati due DVD e due opuscoli formato rivista (vedi i titoli nell'elenco delle Pubblicazioni dei Testimoni di Geova)

### L'Assemblea Internazionale dei Testimoni di Geova del 2009
L'ultima assemblea internazionale tenuta dai Testimoni di Geova si è tenuta nel 2009 ed ha avuto come tema "Siate Vigilanti!". Tenuta in diverse città del mondo (compresa l'Italia), ha visto la partecipazioni di migliaia di delegati da paesi esteri, membri del Corpo Direttivo e moltissimi nuovi battezzati.
L'assemblea è stata preceduta da una campagna mondiale dalla durata di tre settimane per la distribuzione dell'invito (in Italia dal 19 luglio 2009 fino alla vigilia dell'assemblea).
In Italia l'assemblea si è svolta dal 6 al 9 agosto 2009 nei seguenti luoghi:
Impianti sportivi
- Bari - Stadio San Nicola
- Bologna - Stadio Renato Dall'Ara
- Catania - Stadio Cibali
- Genova - Stadio Luigi Ferraris

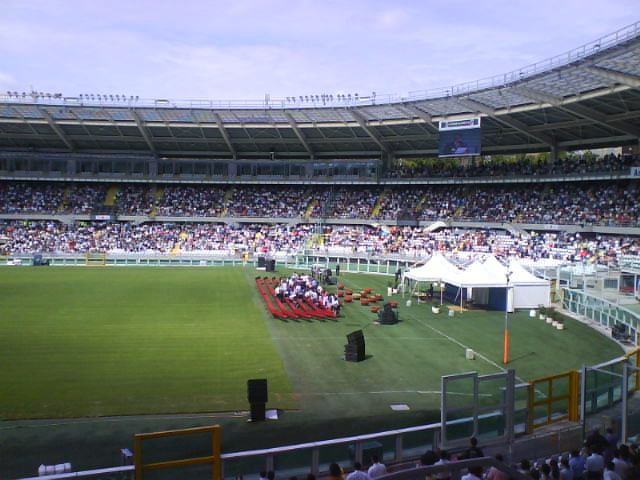
Assemblea internazionale 2009 in uno degli stadi italiani: Stadio Olimpico di Torino. Particolare: Candidati al battesimo

- Piacenza - Stadio Leonardo Garilli
- Roma - Stadio Olimpico
- Torino - Stadio Olimpico
- Verona - Stadio Marcantonio Bentegodi
- Foggia - Stadio Pino Zaccheria

Sale delle Assemblee dei Testimoni di Geova
- Bitonto (BA)
- Cairo Montenotte (SV)
- Caltanissetta
- Cameri (NO)
- Forchia (BN)
- Francavilla Angitola (VV)
- Imola (BO)
- Leinì (TO)
- Medole (MN)
- Prato
- Roma
- Roseto degli Abruzzi (TE)
- Siracusa
- Solarussa (OR)
- Treviso

Tema e programma erano identici in ogni città che ospitava l'assemblea. Ci sono stati in questa assemblea momenti di condivisione
quando tra i vari contenitori (stadi e sale di assemblee) si sono effettuati collegamenti via satellite per ascoltare discorsi o esperienze avute nella predicazione di casa in casa in diversi luoghi del mondo nonché rapporti di alcuni Testimoni sui singoli stati.
Una delle principali assemblee per numero di partecipanti si è tenuta a Roma ed ha visto la partecipazione di 70.000 Testimoni e simpatizzanti. Migliaia di delegati provenivano da questi paesi: Australia, Belgio, Inghilterra, Germania, Giappone, Lussemburgo, Svizzera, Stati Uniti, Filippine, Ghana, Nigeria, Sierra Leone, Kenya, Benin e Camerun.
Principali argomenti trattati
Il discorso principale è stato pronunciato domenica mattina ed era il discorso pubblico dal tema "Come potete sopravvivere alla fine del mondo?".
Alcuni altri temi sono stati:
- Siate svegli come famiglie cristiane
- Sappiate che la fine è vicina
- Siate vigilanti a imitazione di Gesù
- Rimanete in attesa del giorno di Geova.

Battesimo e dramma
Il momento più emozionante per i Testimoni è stato il battesimo, tenuto come di consueto il sabato mattina. In Italia hanno abbracciato la nuova fede oltre 1.700 persone. Il battesimo è stato fatto, così come è di rito per i Testimoni di Geova, per immersione completa in acqua
La domenica dell'assemblea ha raggiunto il suo apice di interesse con il dramma moderno "Tuo fratello era morto ed è tornato alla vita", basato sulla parabola del figliol prodigo. Tale dramma interpretato da attori Testimoni non professionisti, metteva in risalto come un giovane Testimone influenzato da cattive compagnie abbandonava dapprima la fede e la congregazione, per farvi quindi ritorno pentito ed accolto con calore ed amore da coloro che aveva abbandonato, prima di tutti Geova stesso (il Padre simboleggiato dalla parabola stessa)
Nuove pubblicazioni presentate all'assemblea
- DVD: Le meraviglie della creazione rivelano la gloria di Dio
- Libro di cantici: Cantate lodi a Geova
- Opuscolo formato rivista: La Bibbia: Qual è il suo messaggio?
- Libro: Rendiamo completa testimonianza riguardo al regno di Dio
- CD audio: Compilation di 17 nuovi cantici in forma orchestrale e vocale